# 자오지 여객전용선
자오지 여객전용선(중국어: 胶济客运专线), 또는 자오지 4선(중국어: 胶济四线), 통칭 자오지 철로 여객전용선(중국어: 胶济铁路客运专线, 약칭 중국어: 胶济客专)은 중국 산둥성내의 칭다오시(青岛市)와 지난시(济南市)를 잇는 철도 노선이며, 青太客运专线의 시점 구간이다. 총연장 361.7km이며, 동쪽의 칭다오 역에서 웨이팡 및 기타 등지를 경유하고, 서쪽의 지난 역까지 이르며, 본선에 14개 역이 있고, 연락선을 통해 지난 서역으로 연결된다. 표정 속도 시속 250km, 실제운영 최고속도 시속 200km, 전 구간 열차 운행시 2.5시간 소요된다. 공사는 2007년 1월 8일에 시작되었고, 2008년 12월 21일 전 구간 개통이 되었다.
운영은 2006년 10월 8일 설립된 “자오지 철도 여객전용선 유한책임회사(胶济铁路客运专线有限责任公司)”가 담당했다.

## 연혁
- 2007년 1월 8일: 정식 기공.
- 2008년 7월 20일: 칭다오(青岛)~린쯔(臨淄) 구간 개통.[깨진 링크]
- 2008년 12월 21일: 린쯔(臨淄)~지난(济南)간 개통으로, 자오지 여객전용선 전구간 개통. 초기 표정속도는 시속 120km였다.
- 2009년 3월 1일: 시속 160km로 표정속도를 올렸다. 장마가 지난 뒤 시속 180km로 표정속도를 올렸다.[3]

## 역목록
모든 역은 산둥성에 위치한다.
| 역명(한국어) | 역명(중국어) | 영업 거리 (km) | 소재지   | 소재지     | 소재지   | 승강장 구조                                                                         | 접속노선                            | 비고 |
| ------------ | ------------ | -------------- | -------- | ---------- | -------- | ----------------------------------------------------------------------------------- | ----------------------------------- | ---- |
| 지난 남      | 济南西       | -              | 지난시   | 화이인구   | 8면 17선 | 지난 궤도교통 R1호선（在建） 지난 궤도교통 M1호선（规划）                           | 징지 연락선(京济联络线)을 통해 연결 |      |
| 지난         | 济南         | 0              | 지난시   | 톈차오구   | 4면 10선 | 지난 궤도교통 M1호선 (계획)                                                         |                                     |      |
| 다밍후       | 大明湖       | 3.5            | 지난시   | 리샤구     |          |                                                                                     |                                     |      |
| 장추         | 章丘         | 47.5           | 지난시   | 장추시     | 2면 5선  |                                                                                     | 2009년 6월 18일 추가예정            |      |
| 저우춘 동    | 周村东       | 90.1           | 쯔보시   | 저우춘구   | 2면 5선  |                                                                                     |                                     |      |
| 쯔보         | 淄博         | 104.5          | 쯔보시   | 장뎬구     |          |                                                                                     |                                     |      |
| 린쯔         | 临淄         | 127.5          | 쯔보시   | 린쯔구     |          |                                                                                     |                                     |      |
| 칭저우스     | 青州市       | 145.7          | 웨이팡시 | 칭저우시   |          |                                                                                     |                                     |      |
| 샤산         | 峡山         | 176.7          | 웨이팡시 | 창러현     |          |                                                                                     |                                     |      |
| 웨이팡       | 潍坊         | 200.3          | 웨이팡시 | 웨이팡시   |          |                                                                                     |                                     |      |
| 창이         | 昌邑         | 245.8          | 웨이팡시 | 창이시     |          |                                                                                     |                                     |      |
| 가오미       | 高密         | 272.9          | 웨이팡시 | 가오미시   |          |                                                                                     |                                     |      |
| 자오저우 북  | 胶州北       | 298.7          | 칭다오시 | 자오저우시 | 2면 4선  | ■ 칭다오 지하철 8호선 (공사중) ■ 칭다오 지하철 14호선 (계획)                        | 2011년 1월 12일 추가예정            |      |
| 칭다오 북    | 青岛北       | 346.3          | 칭다오시 | 리창구     | 8면 18선 | ■ 칭다오 지하철 3호선 ■ 칭다오 지하철 1호선 (공사중) ■ 칭다오 지하철 8호선 (공사중) | 2014년 1월 10일 추가예정            |      |
| 칭다오       | 青岛         | 361.7          | 칭다오시 | 스난구     | 6면 10선 | ■ 칭다오 지하철 3호선 ■ 칭다오 지하철 1호선 (공사중)                                |                                     |      |

## 사고
2018년 8월 8일, 자오지 전용선의 웨이팡-창이 구간의 설비 고장으로 여러 대의 열차 운행이 중단되었다. 8월 9일 11시40분 철도 부문 공사를 거쳐 설비 고장을 복구하고 열차 운행을 재개했다.